# Manuel Acuña
Pour les articles homonymes, voir Acuña.
Acuña Manuel, né le 27 août 1849 à Saltillo, mort le 6 décembre 1873 à Mexico, est un poète et écrivain mexicain. Sa poésie est empreinte de mélancolie et de romantisme. Romantique également dans la vie, il se suicida par amour à l'âge de 24 ans.

## Œuvres
- Nocturno
- Ante un cadaver
- Entonces y hoy